# Linia kolejowa 133 Trnava – Sereď
Linia kolejowa nr 133 Sereď–Trnava – linia kolejowa na Słowacji o długości 15 km, łącząca Trnawę z Sereď. Jest to linia jednotorowa oraz zelektryfikowana napięciem zmiennym 25 kV 50 Hz.